# Телефон (опера)
«Телефон, або Кохання втрьох» — (The Telephone, or L'Amour à trois) комічна опера на одну дію італійського композитора Джанкарло Менотті на власне лібрето англійською мовою. Опера була написана для Балетного товариства і вперше представлена разом з іншою оперою композитора «Медіум» у театрі Хекшера, Нью-Йорк, 18-20 лютого 1947 року. На Бродвеї постановка відбулася 1 травня 1947 року, в театрі ім. Етель Беррімор. В Метрополітен-Опера опера представлена лише один раз — 31 липня 1965 року.

## Ролі
| Роль | Тип голосу          | Прем'єра 18 лютого 1947 (Диригент: Яша Зайде) |
| ---- | ------------------- | --------------------------------------------- |
| Люсі | колоратурне сопрано | Мерилін Котлов                                |
| Бен  | баритон             | Франк Рожіер                                  |

## Сюжет
Бен, приймаючи подарунок, відвідує Люсі в її квартирі; він хоче зробити їй пропозицію перш, ніж поїде у відрядження. Незважаючи на всі його спроби привернути її увагу протягом тривалого часу, Люсі зайнята нескінченими розмовами по телефону. Між її дзвінками, коли Люсі виходить з кімнати, Бен навіть бере на себе ризик, намагаючись перерізати телефонний кабель, але його спроба виявилася невдалою. Не бажаючи пропустити свій поїзд, Бен йде, так і не спитавши у Люсі її руки в шлюбі. Але Бен робить останню спробу: він телефонує Люсі з телефонної будки на вулиці і робить свою пропозицію. Вона погоджується, і вони разом співають романтичний дует на телефонній лінії, в кінці якого Люсі впевнюється, що Бен пам'ятає її номер телефону.

## Записи
- У 1968 році оперу було екранізовано в Німеччині, в ролях — Аня Сілья і Еберхард Вехтер. Диригент Вольфганг, продюсер — Отто Шенк
- У 2006 році на DVD на лейблі «Decca Music Group» і випущений з Керол Фарлі і Рассел Сміт в головних ролях.

## Українські постановки
В Україні оперу «Телефон» було поставлено в Київському театрі оперети 2 червня 2017 року. Переклад українською, а також постановку, здійснила Юлія Журавкова.